# Střela
Střela är ett vattendrag i Tjeckien.   Det ligger i regionen Plzeň, i den västra delen av landet, 70 km väster om huvudstaden Prag.